# Departamento Fray Mamerto Esquiú
Das Departamento Fray Mamerto Esquiú liegt im Zentrum der Provinz Catamarca im Nordwesten Argentiniens und ist eine der 16 Verwaltungseinheiten der Provinz.
Es grenzt im Norden an das Departamento Ambato, im Osten an das Departamento Paclín, im Süden an das Departamento Valle Viejo und im Westen an das Departamento Capayán.
Die Hauptstadt des Departamento ist San José.

## Städte und Gemeinden
Das Departamento Fray Mamerto Esquiú ist in folgende Gemeinden (Municipios) und Siedlungen aufgeteilt:
| - Agua Colorada - Capilla del Rosario - Club Caza y Pesca - Collogasta - El Hueco - Fray Mamerto Esquiú - La Carrera - La Falda - La Tercena | - La Tercera - Las Pirquitas - Payahuaico - Pomacillo Este - Pomacillo Oeste - Quebrada El Cura - San Antonio - San José |

## Geschichte
Das Departamento wurde nach dem Mönch Mamerto Esquiú (1826–1883) benannt.